# Stéphane Robert
Stéphane Robert (Montargis, 17 maggio 1980) è un ex tennista e allenatore di tennis francese.
Professionista dal 2001 al 2022, è stato numero 50 del ranking ATP in singolare nel 2016. Dal 2019 ha intrapreso l'attività di allenatore.

## Biografia
Diventa professionista nel 2001, ma la sua carriera non decolla e rimane sempre oltre la duecentesima posizione fino al 2009, quando, grazie a tre titoli conquistati nei tornei Futures e due nei Challenger, a cui si aggiungono altre quattro finali, chiude la stagione a ridosso delle prime 100 posizioni del ranking. Nel 2010, a quasi trenta anni, comincia così a partecipare a tornei ATP. Perde al secondo turno a Chennai e agli Australian Open, ma nella prima settimana di febbraio raggiunge quella che sarà l'unica finale ATP in carriera a Johannesburg, e viene sconfitto in due set da Feliciano López. Due settimane dopo vince il Challenger di Tangeri e sale così alla 61ª posizione mondiale.
Nel gennaio 2014 riesce ad arrivare, da lucky loser, fino agli ottavi di finale degli Australian Open. Nel corso del torneo batte nell'ordine Aljaž Bedene, Michał Przysiężny e Martin Kližan e viene eliminato da Andy Murray. Dopo aver giocato a Wimbledon è costretto a chiudere la stagione per un infortunio alla gamba, e ad agosto esce dalla top 100. Torna a giocare nel gennaio 2015, nella prima parte della stagione non consegue risultati di rilievo e a maggio crolla al 558º posto del ranking. Inizia la risalita superando le qualificazioni al Roland Garros, dove viene eliminato al primo turno del main draw. Ottiene altri buoni risultati e grazie alla finale raggiunta nel Challenger di Hua Hin chiude la stagione a ridosso della top 200.
Continua a risalire in classifica a inizio 2016 raggiungendo il terzo turno agli Australian Open e a febbraio torna dopo tre anni a vincere un torneo al Challenger di Nuova Delhi. Perde la finale al successivo Challenger di Guadalajara e a maggio rientra nella top 100 con i secondi turni raggiunti all'ATP dell'Estoril e agli Internazionali d'Italia. Si spinge fino al secondo turno anche al Roland Garros grazie al successo sul nº 20 ATP Kevin Anderson. Dopo la finale disputata al Challenger TK Sparta Praga Challenger e il secondo turno al torneo ATP di Nottingham, raggiunge la semifinale al prestigioso torneo di Amburgo e viene sconfitto da Martin Kližan. A ottobre raggiunge la semifinale anche all'ATP di Mosca, risultato con cui sale al 50º posto mondiale che rimarrà il suo best ranking in carriera.
Tra la fine del 2016 e il settembre del 2017 subisce una serie quasi ininterrotta di sconfitte, a maggio esce definitivamente dalla top 100 e a settembre scende al 276º posto mondiale. Argina la discesa nel ranking con la finale raggiunta in settembre al Challenger di Smirne e il titolo vinto in novembre al Kobe Challenger. Nel gennaio 2018 vince il suo ultimo titolo Challenger in carriera al Burnie International e rientra nella top 200. Nel corso della stagione disputa la semifinale al Challenger di Blois, raggiunge il secondo turno a Wimbledon e supera le qualificazioni all'ATP di Anversa.
Il risultato migliore del 2019 è un quarto di finale disputato nel circuito Challenger e nel ranking scende fino alla 720ª posizione in novembre. Nel gennaio 2020 partecipa per l'ultima volta ad un torneo ATP ad Adelaide grazie al ripescaggio come lucky loser dopo aver perso dal nº 91 del ranking Lloyd Harris al secondo turno di qualificazioni ed esce al primo turno del tabellone principale. Le sue apparizioni nel periodo successivo diventano rare, nell'aprile 2022 esce dal ranking sia in singolare che in doppio avendo disputato senza successo solo le qualificazioni in tre tornei Challenger dopo il torneo di Adelaide 2020.

## Statistiche

### Singolare

#### Finali perse (1)
| Legenda                   |
| Grande Slam (0)           |
| ATP World Tour Finals (0) |
| ATP Masters 1000 (0)      |
| ATP World Tour 500 (0)    |
| ATP World Tour 250 (1)    |

| N. | Data            | Torneo                       | Superficie | Avversario in finale | Punteggio |
| 1. | 7 febbraio 2010 | SA Tennis Open, Johannesburg | Cemento    | Feliciano López      | 1–6, 5–7  |

### Doppio

#### Vittorie (1)
| Legenda                   |
| Grande Slam (0)           |
| ATP World Tour Finals (0) |
| ATP Masters 1000 (0)      |
| ATP World Tour 500 (1)    |
| ATP World Tour 250 (0)    |

| N. | Data           | Torneo                                   | Superficie  | Compagno          | Avversari in finale          | Punteggio |
| 1. | 27 aprile 2014 | Barcelona Open Banc Sabadell, Barcellona | Terra rossa | Jesse Huta Galung | Daniel Nestor Nenad Zimonjić | 6–3, 6–3  |

### Tornei minori

#### Singolare

##### Vittorie (23)
| Legenda tornei minori   |
| ATP Challenger Tour (9) |
| ITF Futures (14)        |

| N.  | Data              | Torneo                                  | Superficie  | Avversario in finale     | Punteggio           |
| 1.  | 3 marzo 2002      | Israel F3, Jaffa                        | Cemento     | Branislav Sekáč          | 6–4, 6–2            |
| 2.  | 8 giugno 2003     | Slovenia F1, Kranj                      | Terra rossa | Ivan Esquerdo            | 6–4, 3–6, 7–5       |
| 3.  | 20 luglio 2003    | Serbia F4, Belgrado                     | Terra rossa | Todor Enev               | 6–2, 4–1, rit.      |
| 4.  | 27 luglio 2003    | Serbia F5, Belgrado                     | Terra rossa | Vladimir Pavićević       | 6–3, 6–3            |
| 5.  | 14 settembre 2003 | Bulgarian Open Challenger, Sofia        | Terra rossa | Daniel Elsner            | 6–1, 4–6, 7–6(4)    |
| 6.  | 19 settembre 2004 | Budapest Challenger, Budapest           | Terra rossa | Alessio di Mauro         | 6–1, 4–6, 7–5       |
| 7.  | 23 ottobre 2005   | Spain F29, Barcellona                   | Terra rossa | Pablo Andújar            | 7–5, 6–3            |
| 8.  | 15 gennaio 2006   | Great Britain F2, Barnstaple            | Cemento (i) | Jérémy Chardy            | 7–6(3), 6–1         |
| 9.  | 21 gennaio 2007   | Great Britain F2, Sunderland            | Cemento (i) | Thomas Oger              | 6–2, 7–5            |
| 10. | 18 febbraio 2007  | Great Britain F3, Barnstaple            | Cemento (i) | Torsten Popp             | 7–5, 7–5            |
| 11. | 21 settembre 2008 | Great Britain F15, Nottingham           | Cemento     | Josh Goodall             | 6–4, 6–0            |
| 12. | 5 ottobre 2008    | France F17, Nevers                      | Cemento (i) | Vincent Millot           | 6–4, 6–1            |
| 13. | 18 gennaio 2009   | Great Britain F1, Glasgow               | Cemento (i) | Colin Fleming            | 2–6, 6–4, 6–4       |
| 14. | 22 febbraio 2009  | Italy F2, Trento                        | Cemento (i) | Josh Goodall             | 6–4, 6–3            |
| 15. | 22 marzo 2009     | Great Britain F4, Bath                  | Cemento (i) | Colin Fleming            | 6–2, 6–3            |
| 16. | 14 giugno 2009    | Kosice Open, Košice                     | Terra rossa | Jiří Vaněk               | 7–6(5), 7–6(5)      |
| 17. | 13 settembre 2009 | TEAN International, Alphen aan den Rijn | Terra rossa | Michael Russell          | 7–6(2), 5–7, 7–6(5) |
| 18. | 21 febbraio 2010  | Morocco Tennis Tour - Tanger, Tangeri   | Terra rossa | Oleksandr Dolgopolov Jr. | 7–6(5), 6–4         |
| 19. | 1º maggio 2011    | Prosperita Open, Ostrava                | Terra rossa | Ádám Kellner             | 6–1, 6–3            |
| 20. | 17 febbraio 2013  | Australia F1, Melbourne                 | Cemento     | James Duckworth          | 7–6(3), 6–3         |
| 21. | 21 febbraio 2016  | Delhi Open, Nuova Delhi                 | Cemento     | Saketh Myneni            | 6–3, 6–0            |
| 22. | 12 novembre 2017  | Kobe Challenger, Kōbe                   | Cemento(i)  | Calvin Hemery            | 7–6(1), 6(5)–7, 6–1 |
| 23. | 4 febbraio 2018   | Burnie International, Burnie            | Cemento     | Daniel Altmaier          | 6–1, 6–2            |

##### Finali perse (16)
| Legenda tornei minori    |
| ATP Challenger Tour (10) |
| ITF Futures (6)          |

| N.  | Data              | Torneo                              | Superficie    | Avversario in finale | Punteggio        |
| 1.  | 8 gennaio 2006    | Great Britain F1, Exmouth           | Sintetico (i) | Andis Juška          | 3–6, 6–1, 4–6    |
| 2.  | 29 gennaio 2006   | Wrexham Challenger, Wrexham         | Cemento (i)   | Alex Bogdanović      | 3–6, 2–6         |
| 3.  | 15 giugno 2008    | Netherlands F1, Apeldoorn           | Terra rossa   | Thiemo de Bakker     | 6(2)–7, 1–6      |
| 4.  | 29 giugno 2008    | France F9, Tolone                   | Terra rossa   | Nicolas Coutelot     | 4–6, 4–6         |
| 5.  | 10 agosto 2008    | Italy F25, Avezzano                 | Terra rossa   | Michael Ryderstedt   | 2–6, 0–6         |
| 6.  | 1º febbraio 2009  | Germany F4, Mettmann                | Sintetico (i) | Lukáš Rosol          | 6(6)–7, 4–6      |
| 7.  | 15 marzo 2009     | Great Britain F3, Tipton            | Cemento (i)   | Yannick Mertens      | 6(4)–7, 6(5)–7   |
| 8.  | 25 ottobre 2009   | Open d'Orleans, Orléans             | Cemento (i)   | Xavier Malisse       | 1–6, 2–6         |
| 9.  | 15 novembre 2009  | Jersey International, Saint Brélade | Sintetico (i) | Jarkko Nieminen      | 6–4, 1–6, 5–7    |
| 10. | 20 marzo 2011     | Orange Open Guadeloupe, Le Gosier   | Cemento       | Olivier Rochus       | 2–6, 3–6         |
| 11. | 2 febbraio 2013   | Burnie International, Burnie        | Cemento       | John Millman         | 2–6, 6–4, 0–6    |
| 12. | 14 settembre 2013 | Copa Sevilla, Siviglia              | Terra gialla  | Daniel Gimeno Traver | 4–6, 6(2)–7      |
| 13. | 8 novembre 2015   | Hua Hin Challenger, Hua Hin         | Cemento       | Yūichi Sugita        | 2–6, 6–1, 3–6    |
| 14. | 20 marzo 2016     | Jalisco Open, Guadalajara           | Cemento       | Malek Jaziri         | 7–5, 3–6, 6(5)–7 |
| 15. | 11 luglio 2016    | TK Sparta Praga Challenger, Praga   | Terra rossa   | Adam Pavlásek        | 4–6, 6–3, 3–6    |
| 16. | 24 settembre 2017 | Türk Telecom İzmir Cup, Smirne      | Cemento       | Illja Marčenko       | 6(2)–7, 0–6      |